# Brahmaputra
Brahmaputra er en af de store floder i Asien. Floden har sit udspring ved Kailashbjerget i Himalayabjergene i det vestlige Tibet, i Kina og flyder 2.900 km gennem Kina, Indien og Bangladesh, inden den flyder ud i Den Bengalske Bugt. Det et den 9. største flod efter vandmængde og den 15. længste. 
Den øverste del af floden, der løber i Kina kaldes Yarlung Tsangpo.

## Navn
Brahmaputra betyder på sanskrit Brahmas søn. Floder har i Indien ofte kvindelige navne. Brahmaputra har dog et mandligt navn. 
- Wikimedia Commons har flere filer relateret til Brahmaputra

26°12′03″N 91°44′49″Ø / 26.20072°N 91.74683°Ø